# Iglica wolfischeri
Iglica wolfischeri е вид охлюв от семейство Hydrobiidae. Видът е критично застрашен от изчезване.

## Разпространение и местообитание
Разпространен е в Гърция.
Обитава сладководни басейни и реки.